# Bossestraße 7 (Quedlinburg)

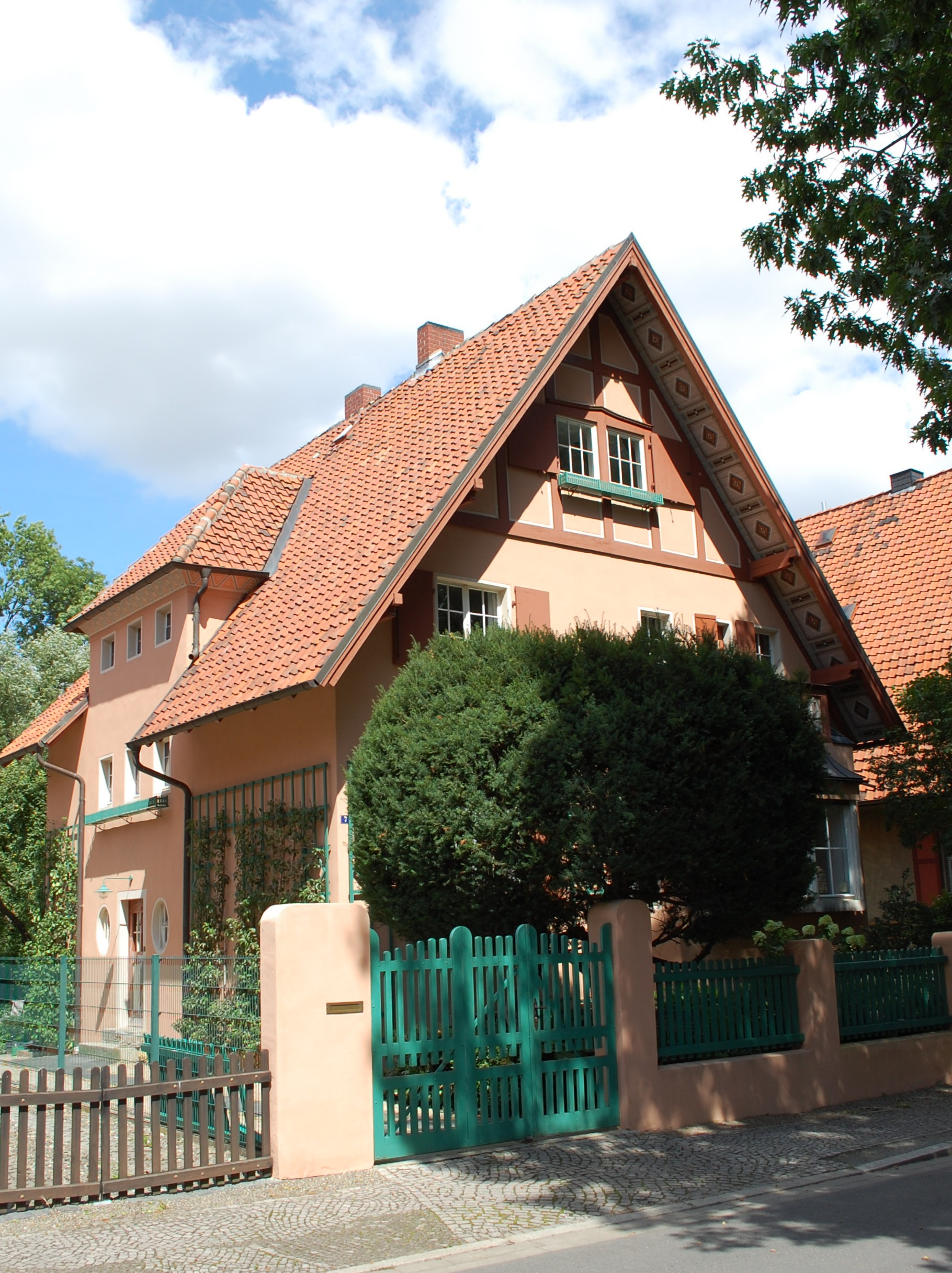
Haus Bossestraße 7

Das Haus Bossestraße 7 ist ein denkmalgeschütztes Gebäude in der Stadt Quedlinburg in Sachsen-Anhalt.
Das Gebäude befindet sich nördlich der historischen Quedlinburger Innenstadt auf der Nordseite der Bossestraße. Es ist im Quedlinburger Denkmalverzeichnis als Wohnhaus eingetragen.

## Architektur und Geschichte
Das in massiver Bauweise errichtete Gebäude entstand in der Zeit um 1910 im Stil der Heimatstilbewegung. Am Haus finden sich diverse entsprechende Verzierungen.